# Lavendon Castle
Lavendon Castle är ett slott i kommunen Milton Keynes i Storbritannien. Det ligger i grevskapet Buckinghamshire och riksdelen England, i den södra delen av landet, 80 km norr om huvudstaden London. Lavendon Castle ligger 80 meter över havet.
Terrängen runt Lavendon Castle är platt. Runt Lavendon Castle är det tätbefolkat, med 659 invånare per kvadratkilometer. Närmaste större samhälle är Northampton, 17,1 km nordväst om Lavendon Castle. Trakten runt Lavendon Castle består till största delen av jordbruksmark.